# Claude Simon
Claude Simon (ur. 10 października 1913 w Antananarywie, zm. 6 lipca 2005 w Paryżu) – francuski pisarz, przedstawiciel nowej powieści, laureat Nagrody Nobla w dziedzinie literatury w 1985 r.

## Życiorys
Był wychowywany przez matkę, jego ojciec zginął podczas I wojny światowej. Dorastał w Perpignanie. Po studiach dużo podróżował. W 1936 r. wyjechał do Hiszpanii, gdzie brał udział w wojnie domowej (sympatyzował z republikanami). W 1939 r. został powołany do wojska, służył w kawalerii. Został schwytany przez Niemców, po ucieczce przyłączył się do francuskiego ruchu oporu. Po wojnie osiedlił się w południowej Francji, zajmował się winiarstwem, a także (oprócz twórczości literackiej) malarstwem oraz fotografią.
Odznaczony Krzyżem Wielkim Orderu Narodowego Zasługi.

## Twórczość
W 1946 r. zadebiutował powieścią Le Tricheur. Popularność przyniosła mu Droga przez Flandrię. Jego dzieła charakteryzują się stosowaniem techniki strumienia świadomości oraz długimi zdaniami. Starał się określić postawę człowieka na tle historii.

### Ważniejsze dzieła
Na podstawie materiału źródłowego
- Droga przez Flandrię (1960, wyd. pol. 1982)
- Histoire (1967, Prix Médicis[4])
- La bataille de Pharsale (1969)
- Leçon de choses (1975)
- Les géorgiques (1981)
- Zaproszenie (1987, wyd. pol. 1990)
- L’acacia  (1988)
- Le jardin des plantes (1997)
- Le tramway (2001)